# Xynthia

24-uurs-verloop van de storm (start op 27 februari 2010 17:00).

Xynthia was een Europese storm met windsnelheden boven orkaankracht, die van 26 tot 28 februari 2010 over Zuidwest- en West-Europa trok. Achtereenvolgens werden Portugal, Spanje, Andorra, Frankrijk, België, Zwitserland, Duitsland, Luxemburg, Nederland, Oost-Polen, Denemarken en Zuid-Zweden door het noodweer getroffen. Meer dan zestig mensen kwamen om het leven door (de gevolgen van) de hevige wind. De hoogste windsnelheid werd gemeten op de Pic du Midi de Bigorre, 242 km/u.

## Gevolgen

### België
In België kwam in de Waals-Brabantse gemeente Geldenaken een man om het leven toen een boom op hem viel. In Charleroi, Paliseul en Neufchâteau waren veel noodoproepen wegens omgevallen bomen en gebroken elektriciteitskabels. In Vlaanderen waren er veel afgewaaide dakpannen, omgevallen bomen, omgewaaide stellingen en afgerukte elektriciteitskabels.

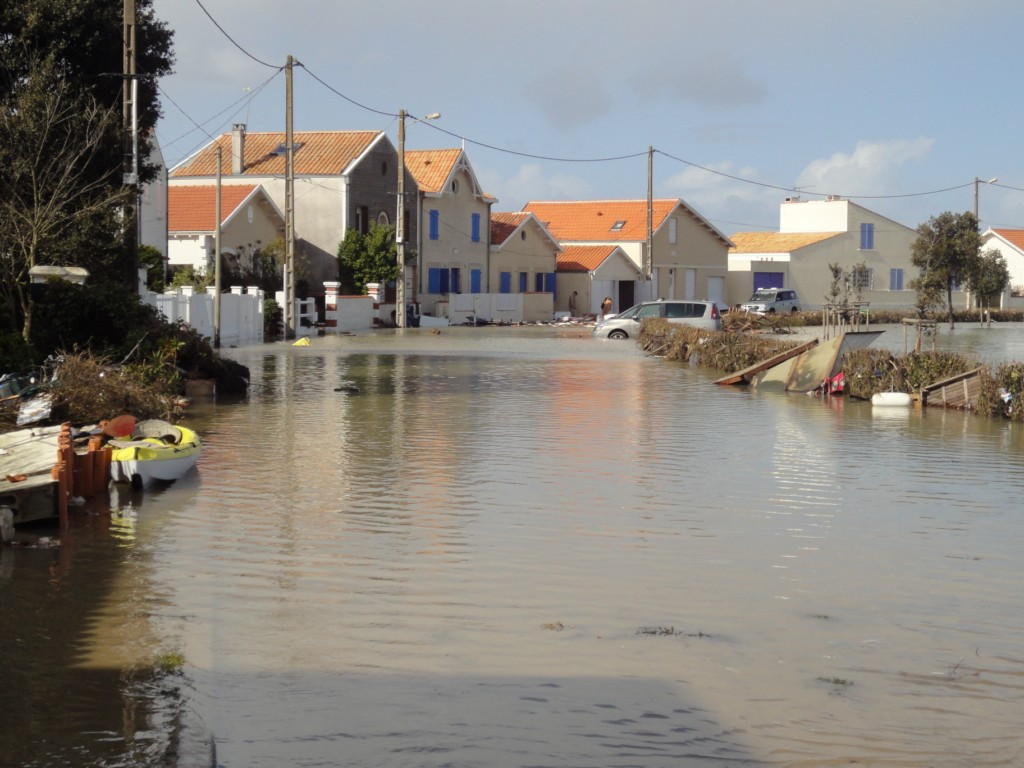
Overstroming in Fouras, Frankrijk.

### Nederland
Het KNMI gaf voor Limburg en het oosten van Noord-Brabant een waarschuwing voor extreem weer af (code oranje). In Zeeland, Gelderland, Zuid-Holland, Utrecht en het westen van Noord-Brabant werd er een voorwaarschuwing voor stormachtige wind gegeven (code geel). De hoogste windsnelheid werd gemeten op Maastricht Airport, 112 km/u. De schade bleef relatief beperkt: omgevallen bomen, ingestorte muurtjes en losgewaaide dakpannen in het zuiden van het land. De schade in Nederland wordt geschat op 23 miljoen euro, waarvan Limburg 21 miljoen voor zijn rekening neemt.

### Frankrijk
In West-Frankrijk kwamen in totaal 52 mensen om het leven en kwamen circa 1 miljoen huishoudens zonder elektriciteit te zitten. De hoogste windsnelheid werd gemeten op de Pic du Midi de Bigorre, 242 km/u. In Hautes-Pyrénées werden talloze voertuigen en daken van huizen beschadigd door vallende bomen en rotsblokken. La Faute-sur-Mer, L'Aiguillon-sur-Mer en La Tranche-sur-Mer werden overstroomd.

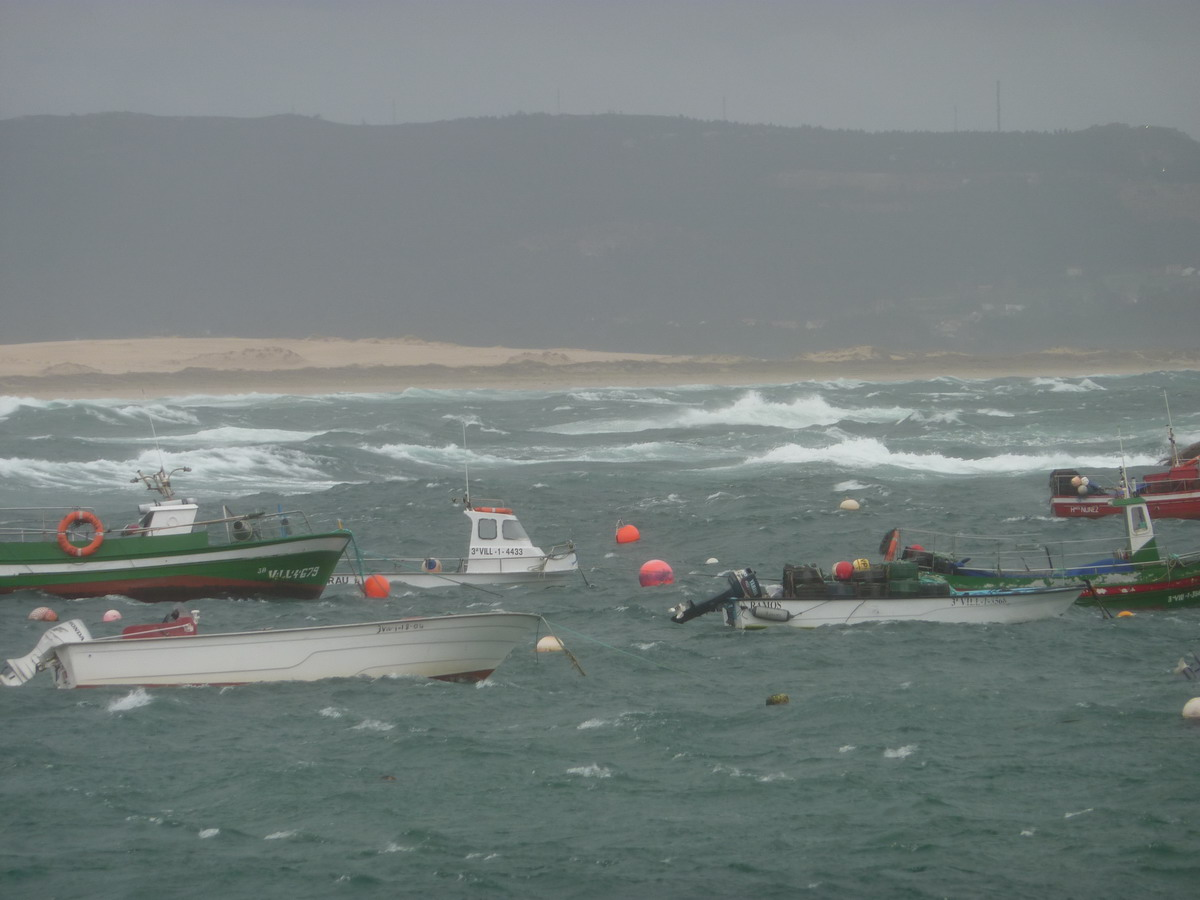
Grote golven aan de Spaanse westkust.

### Duitsland
In Duitsland kwamen in totaal zeven mensen om het leven. De hoogste windsnelheid werd gemeten op de Brocken, 160 km/u. Eén man kwam om het leven doordat een boom op het dak van zijn auto belandde terwijl hij op de Bundesstraße 500 reed. De weg moest enkele uren worden afgesloten. In Pulheim en Wiesbaden werden twee mensen geraakt door omvallende bomen. In Heppenheim verdronk een tweejarig jongetje nadat het in de Weschnitz was gewaaid.

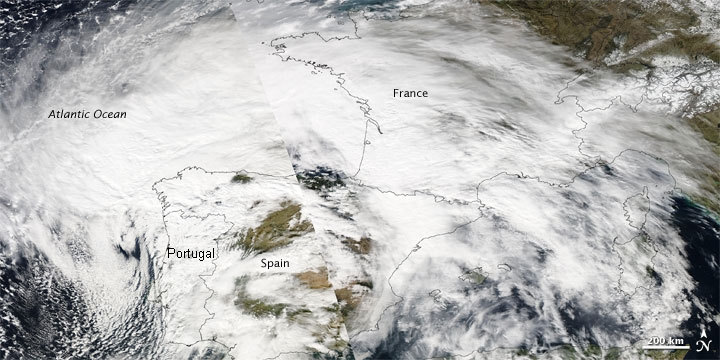
Xynthia boven het Iberisch Schiereiland.

### Spanje
In Spanje kwamen in totaal drie mensen om het leven. De hoogste windsnelheid werd gemeten in Urduña, 228 km/u. In Arlanzón (Burgos) stierven twee inzittenden van een auto nadat ze tegen een omgewaaide boom reden. In León raakte een 75-jarige vrouw gewond na het gedeeltelijk instortten van haar huis. In Gipuzkoa viel er door een harde windvlaag een bouwkraan op een appartementsgebouw, niemand raakte hierbij gewond.

### Portugal
In Portugal kwam één persoon om het leven: in Paredes kwam een 10-jarig jongetje onder een vallende boom terecht. De hoogste windsnelheid lag boven de 160 km/u. Het instituut voor weerkunde in Portugal gaf code rood voor tien districten in het noorden van het land, geldig vanaf 00:01 op 27 februari tot de volgende dag.

### Zwitserland
In Zwitserland zijn geen gewonden gevallen, in de oostelijke kantons was er wel veel schade zoals omgevallen bomen, afgewaaide dakpannen en op enkele plaatsen stroomuitval. In La Tour-de-Peilz viel er een boom op het spoor, het treinverkeer lag daar enige tijd stil. De hoogste windsnelheid werd gemeten in Les Diablerets, 148,3 km/u.

### Denemarken en Zuid-Zweden
In Denemarken en Zuid-Zweden resulteerde Xynthia tot een sneeuwstorm vanwege de koude temperaturen. Kleine schade werd gemeld in de provincies Skåne, Öland en Gotland. Op verschillende plaatsen werd het treinverkeer verstoord door op het spoor gewaaide takken en zware sneeuwval.

## Slachtoffers
| Land      | doden | vermisten | gewonden |
| --------- | ----- | --------- | -------- |
| Portugal  | 01    | 0         | 09       |
| Luxemburg | 0     | 0         | 04       |
| Frankrijk | 054   | 01        | 079      |
| België    | 01    | 0         | 0        |
| Duitsland | 07    | 0         | 010      |
| Spanje    | 03    | 0         | 0        |
| Totaal    | 065   | 01        | 0102     |